# ويليام ستانلي ميروين
ويليام ستانلي ميروين (بالإنجليزية: William Stanley Merwin)‏ شاعر أمريكي له أكثر من ثلاثين كتاباً بين شعر وترجمة ونثر. خلال الحركة المناهضة للحرب في فييتنام تميز شعره بسرد غير مباشر بلا علامات تنقيط، وفي ثمانينات وتسعينات القرن العشرين تأثرت كتاباته باهتمامه بالفلسفة البوذية وفلسفة الإيكولوجيا العميقة. يعيش ميروين حالياً في هاواي ويكتب بغزارة، كما يكرس وقته لإحياء غاباتها الاستوائية [الإنجليزية].
تلقى ميروين جوائز عديدة، منها جائزة بوليتزر الشعرية في سنة 1971 ثم 2009 وجائزة الإكليل الذهبي في سنة 2005. وفي سنة 2010 سمته مكتبة الكونغرس ملك شعراء الولايات المتحدة السابع عشر.

## سيرته
ولد ويليام ستانلي ميروين في مدينة نيو يورك في 30 سبتمبر 1927 وعاش طفولته في يونيون سيتي في ولاية نيو جيرسي حتى سنة 1936 عندما انتقلت عائلته إلى مدينة سكرانتون في ولاية بنسيلفانيا. كان مولعاً بعالم الطبيعة وبالأشياء التي ترتبط بالماضي.
درس ميروين في جامعة برنستون، ونشر أول كتاب شعري في سنة 1952.
اشتهر ميروين أيضاً كمترجم للشعر عن الإسبانية والإيطالية واللاتينية والفرنسية، بالإضافة إلى الشعر عن السنسكريتية واليديشية واليابانية والكتشوا والإنكليزية الوسطى.

## روابط خارجية
- ويليام ستانلي ميروين على موقع الموسوعة البريطانية (الإنجليزية)
- ويليام ستانلي ميروين على موقع ميوزك برينز (الإنجليزية)
- ويليام ستانلي ميروين على موقع ميوزك برينز (الإنجليزية)
- ويليام ستانلي ميروين على موقع قاعدة بيانات برودواي على الإنترنت (الإنجليزية)
- ويليام ستانلي ميروين على موقع إن إن دي بي (الإنجليزية)
- ويليام ستانلي ميروين على موقع ديسكوغز (الإنجليزية)